# ミヤココキクガシラコウモリ
ミヤココキクガシラコウモリ（宮古小菊頭蝙蝠、学名:Rhinolophus pumilus miyakonis）は、翼手目キクガシラコウモリ科に属するコウモリ。宮古方言でカートゥイとも呼ばれる。日本固有亜種（種としても固有種）であり、宮古島及び伊良部島に生息していたが、2012年に絶滅したと判断された。

## 分類
オキナワコキクガシラコウモリ Rhinolophus pumilus の亜種とされる。現在、琉球列島のコキクガシラコウモリ類の分類が再検討されているが、本亜種は原記載以降標本が採集されておらず、さらに基準標本が焼失しているため、所属がはっきりしないのが現状である。また、伊良部島からミヤココキクガシラコウモリの可能性がある骨格標本が発見されており、『日本の哺乳類【改訂2版】』 は伊良部島にも分布するとしている。

## 形態
国内のコキクガシラコウモリ類の中では小型であり、前腕長が38mmから39mm、頭胴長が36mmから37mmになる。基亜種であるオキナワコキクガシラコウモリ R. p. pumilus よりも小型になり、尾と耳が少し短い。体毛の色もやや淡い。

## 種の保全状態評価
- 絶滅（環境省レッドリスト）[2]
- 沖縄県版レッドデータブック - 絶滅

1971年7月に確認されたのを最後に、その後の調査では確認されておらず、2012年の環境省第4次レッドリストにより、絶滅と評価された。
また、2017年5月17日に発刊された「改訂・沖縄県の絶滅のおそれのある野生生物 （レッドデータおきなわ）第3版（動物編）」でも、それまでの絶滅危惧IA類から新たに絶滅と判定されている。